# Thijs van Oers
Matthijs (Thijs) van Oers (Langeweg, 9 februari 1900 – aldaar, 5 februari 1990) was een Nederlands wielrenner.
Hij was professioneel wielrenner van 1931 tot 1935 en na een onderbreking van 1941 tot 1946. 
Zijn grootste succes was zijn overwinning bij het Nederlands kampioenschap wielrennen op de weg in 1933, voor renners als Cesar Bogaert en Marinus Valentijn. In 1932 was hij al vicekampioen geworden op dit nummer gewonnen door Valentijn. 
In 1933 won hij de eerste versie van de Acht van Chaam. 
In 1934 werd hij 8e bij het wereldkampioenschap wielrennen op de weg.

## Palmares
1933
- Nederlands kampioen op de weg
- Acht van Chaam

## Resultaten in belangrijke wedstrijden
| Jaar |  | WK op de weg |
| ---- |  | ------------ |
| 1934 |  | 8e           |